# WSBV Sylvatica
WSBV Sylvatica is de studievereniging van de Bachelor Bos- en Natuurbeheer en de Master Forest and Nature Conservation aan de  Wageningen Universiteit. WSBV staat voor Wageningse Studenten Bos- en Natuurbeheer Vereniging. Sylvatica betekent in het Latijn "van het woud" (silva = bos). De vereniging is de oudste studievereniging van Wageningen en organiseert zowel studiegerelateerde als sportieve en sociale activiteiten voor bos- en natuurbeheerstudenten.

## Geschiedenis
De vereniging werd in 1939 opgericht als WSBV; Wageningse Studenten Bosbouw Vereniging. Pas in het jaar 2000 is "Sylvatica" aan de verenigingsnaam toegevoegd. Sinds 2001 staat WSBV voor Wageningse Studenten Bos- en Natuurbeheer Vereniging. 
In mei 1974 werd de vereniging officieel ingeschreven bij de Kamer van Koophandel. 
Eerst bestond de studie alleen uit bosbouw. Pas in 1995 werd natuurbeheer geïntegreerd in de studie en veranderde de naam van de studie in bos- en natuurbeheer. 
Begin 21e eeuw veranderde er veel. Voorheen was de studievereniging samen met de bosbouwleerstoelgroep gevestigd in villa Hinkeloord, een landhuis aan de Generaal Foulkesweg in Wageningen dat in 1918 (het jaar van oprichting van de landbouwhogeschool Wageningen) was aangekocht. In 2000 verliet de vereniging het landhuis omdat de universiteit het landgoed verkocht aan een projectontwikkelaar. 
Na een tijdje in een van de IVT-gebouwen gezeten te hebben verhuisde de vereniging naar de Dreijenborch (een pand op voormalig campusterrein De Dreijen). 
De laatste verhuizing van de vereniging was in 2007; Sylvatica verliet de Dreijenborch en verhuisde naar het Forum, het hoofdgebouw van de huidige campus van Wageningen UR.
In 2002 werden de tot dan toe zelfstandige Hinkelnymf en IFSOW deel van WSBV Sylvatica. De Hinkelnymf is het tijdschrift voor de bosbouw-, en later voor de bos- en natuurbeheerstudent. De IFSOW maakt deel uit van de internationale vereniging voor bosbouwstudenten over de hele wereld; de IFSA (International Forestry Students’ Association)

## Zusterverenigingen
Sylvatica maakt deel uit van de Omgevingswetenschappen, samen met Aktief Slip (Milieuwetenschappen), Genius Loci (Landschapsarchitectuur en Ruimtelijke Planning), Nitocra (Internationaal Land- en Waterbeheer) & Pyrus (Bodem, Water & Atmosfeer).